# Budapest Déli

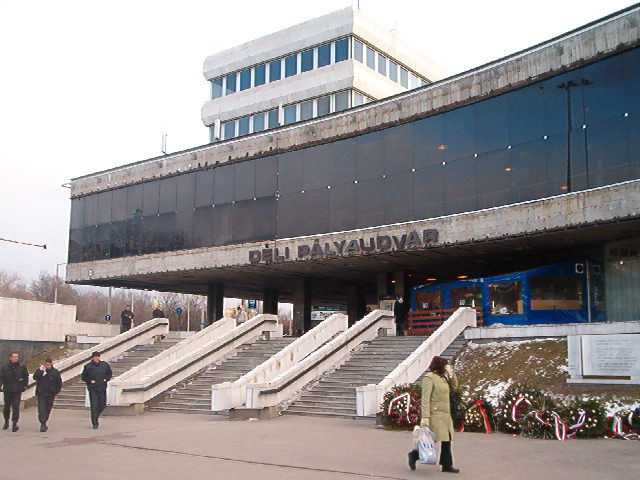
Budynek dworca

Budapest Déli (Budapeszt Południowy) – trzecia pod względem wielkości stacja w Budapeszcie (po Budapeszcie Wschodnim i Zachodnim). Znajduje się w 1 dzielnicy Várkerület (funkcjonuje tu też końcowa stacja 2 linii metra). Stacja obsługuje głównie kierunek południowy i zachodni – częste połączenia z Peczem, Győrem, Nagykanizsą, Székesfehérvárem, Kaposvárem i miejscowościami wypoczynkowymi nad Balatonem. Trasy międzynarodowe to Maribor, Zagrzeb oraz Praga.